# Saxo Bank
För cykelstallet se Team Saxo Bank.
Saxo Bank är ett danskt bankaktiebolag. Verksamheten startades 1992 som ett aktie- och fondmäkleri under namnet Midas, men sedan man erhållit bankoktroj från danska myndigheter byttes namnet till Saxo Bank, efter den danske historikern och författaren Saxo Grammaticus.
Den 3 december 2009 meddelades att Saxo Bank köper den nordiska delen av den amerikanska nätmäklaren E-trades verksamhet. Denna verksamhet har därefter överlåtits till norska Netfonds. Varumärket är även känt genom cykelstallet Team Saxo Bank.